# Bogesundslandet
59°24′N 18°16′Ø / 59.400°N 18.267°Ø
Bogesundslandet er en halvø i det sydlige Uppland, tilhørende Vaxholms kommun i Sverige med 591 indbyggere.
Området hørte oprindelig til Östra Ryds sogn og landkommune og senere til Österåkers kommun som i 1974 blev lagt sammen med Vaxholm. Da kommunen igen blev delt i to i 1983, blev der lavet nye grænser så Bogesundslandet kom kom til at blive i Vaxholms kommun.
Navnet Bogesunds oprindelse er uklar.
Området som er et stort rekreationsområde med flere promenadestier og en campingplads ved Askrikeviken, har det kulturmindesmærkede Bogesunds slot som hovedseværighed.

## Tidlig historie
Bogesundslandet kaldtes i 1600-tallet for Väderön (stavet Wäderöön) hvor Bogesund og Frössvik (stavat Frösswijk) var større herresæder. Bland de større gårde kan nævnes Hagie og Askrike gård. Fjorden ud for kaldtes tidligere Hagiefjärden, men nu Askrikefjärden.
Øen Storholmen syd for Frösvik med omkringliggende mindre øer antages at have tilhørt Frössvik gods.
Det var i midten af 1960'erne planlagt at Bogesundslandet skulle bebygges med boliger, men planerne blev senere skrinlagt, og nu har Vaxholms kommun foreslået at området skal gøres til et naturreservat.